# Булманс тер Спилл, Питер
Питер Булманс тер Спилл (нидерл. Pieter Boelmans ter Spill; 26 января 1886, Алкмар, Северная Голландия — 31 октября 1954, Гаага) — нидерландский футболист, игравший на позиции полузащитника. Выступал за клубы ХФК и «Алкмария Виктрикс». Провёл три матча в составе национальной сборной Нидерландов.

## Ранние годы
Питер родился 26 января 1886 года в городе Алкмар, в семье Хендрика Булманса тер Спилла и его жены Нелтье Бон. Он был вторым ребёнком в семье из троих детей. Его отец был адвокатом, позже работал в Алкмаре агентом в центральном банке.

## Спортивная карьера
За национальную сборную Нидерландов провёл три товарищеских матча. Дебютировал 1 апреля 1907 года в матче против сборной Англии, завершившемся крупным поражением нидерландцев со счётом 1:8. Свою последнюю игру в сборной он провёл в том же году, 9 мая против Бельгии. Играл также за сборную Нидерландов собранную из военнослужащих, имел звание лейтенанта.

## Статистика

### Матчи Булманса тер Спилла за сборную Нидерландов
| Матчи Булманса тер Спилла за сборную Нидерландов | Матчи Булманса тер Спилла за сборную Нидерландов | Матчи Булманса тер Спилла за сборную Нидерландов | Матчи Булманса тер Спилла за сборную Нидерландов | Матчи Булманса тер Спилла за сборную Нидерландов | Матчи Булманса тер Спилла за сборную Нидерландов |
| ------------------------------------------------ | ------------------------------------------------ | ------------------------------------------------ | ------------------------------------------------ | ------------------------------------------------ | ------------------------------------------------ |
| №                                                | Дата                                             | Соперник                                         | Счёт                                             | Голы Булманса тер Спилла                         | Соревнование                                     |
| 1                                                | 1 апреля 1907                                    | Англия (люб.)                                    | 1:8                                              | —                                                | Товарищеский матч                                |
| 2                                                | 14 апреля 1907                                   | Бельгия                                          | 3:1                                              | —                                                | Кубок Ванден Абеле 1907                          |
| 3                                                | 9 мая 1907                                       | Бельгия                                          | 1:2                                              | —                                                | Кубок Rotterdamsch Nieuwsblad 1907               |

Итого: 3 матча / 0 голов; 1 победа, 0 ничьих, 2 поражения.

## Личная жизнь
Был женат Жаннетте Доротее ван Хафтен, уроженке города Вианен. Их бракосочетание состоялось 27 февраля 1917 года в Алкмаре.